# ۸۳۲ (قمری)
۸۳۲ (قمری)، هشتصد و سی و دومین سال در گاهشماری هجری قمری است. اول محرم این سال برابر با یازده اکتبر سال ۱۴۲۸ میلادی است.

## مرگ‌ها
- ۱۹ رمضان - غیاث‌الدین جمشید کاشانی ریاضی‌دان و اخترشناس ایرانی.